# Суриков, Павел Васильевич
Павел Васильевич Суриков (1897, Кучки, Владимирская губерния — 1943, Москва) — русский советский художник. Участник Первой мировой и Гражданской войн. Член общества «РОСТ» (1928—1930), Московского Союза Советских художников (1940).

## Биография
Родился в многодетной крестьянской семье. Учился в иконописной мастерской в Боголюбово Владимирской губернии. Воевал на фронтах Первой мировой и Гражданской войн.
Дальнейшее художественное образование получал в Казанских архитектурно-художественных мастерских (1919—1920), московских Высших художественно-технических мастерских (ВХУТЕМАС) — ВХУТЕИН (1921—1927, педагог А. В. Шевченко). В 1927 году по командировке Наркомпроса был послан для совершенствования за границу. В Германии, Франции, и Италии Павел Васильевич Суриков изучал творчество европейских художников. В 1929 году, по возвращении в Москву, художник был приглашён на работу доцентом на Живописный факультет ВХУТЕИНа, избран заведующим Станковского отделения учебного заведения.
В СССР жил в Москве (1929—1930, с 1933) и Ленинграде (1930—1932). Женат на художнице Г. А. Курбаковой.
Занимался преподаванием на живописном факультете ВХУТЕИН в Москве (1929—1930), в Институте пролетарского изобразительного искусства в Ленинграде (1930—1932), Московском изотехникуме памяти 1905 года (с 1933) и Московском художественно-промышленном техникуме им. М. И. Калинина (1930-е — начало 1940). Учениками П. Сурикова были А. Ю. Никич и др. Член общества «РОСТ» (1928—1930), Московского Союза Советских художников (МССХ) (1940).
Скончался от туберкулёза.

## Творчество
Портреты, пейзажи, жанровые композиции. Занимался также декоративно-оформительским искусством и книжной графикой. В предисловии к каталогу выставки Сурикова в Центральном доме учёных (Москва, 1929 г.) отмечалось стремление художника увязать «искания высоких формальных качеств с большими и ответственными темами нашей революционной действительности, то есть стремление к разрешению одной из наиболее актуальных задач советской живописи».
Работы художника хранятся в отечественных музейных собраниях, включая Государственную Третьяковскую галерею, Каракалпакский государственный музей искусств им. И. В. Савицкого в Нукусе и др.

## Выставки
Павел Васильевич Суриков принимал участи в художественных выставках:
- VIII выставка АХРР «Жизнь и быт народов СССР» в Москве (1926);
- Салон независимых выставок (1928);
- Выставки приобретений государственной комиссии по приобретениям произведений изобразительных искусств (1928, 1930, Москва);
- Советское искусство реконструктивного периода (1932, Ленинград);
- Художники РСФСР за XV лет (1932—1933, Ленинград и Москва);
- Международная выставка «Искусство книги» (1931—1932, Париж и Лондон);
- Персональные выставки в Париже (1927, 1928—1929), Москве (1929), Ленинграде (1931—1932).

Во вступительном слове на персональной выставке в Центральном доме учёных (Москва, 1929 г.) художник признавался в осознание ошибок, «выявленных в порядке вдумчивой критики со стороны широких масс зрителей» и благодарил зрителей за то, что их критика поможет ему углубить дальнейшую работу в творческих поиска, «которые одушевлены одним стремлением отдать свои силы и познания делу строительства художественной культуры рабоче-крестьянской страны».

## Галерея

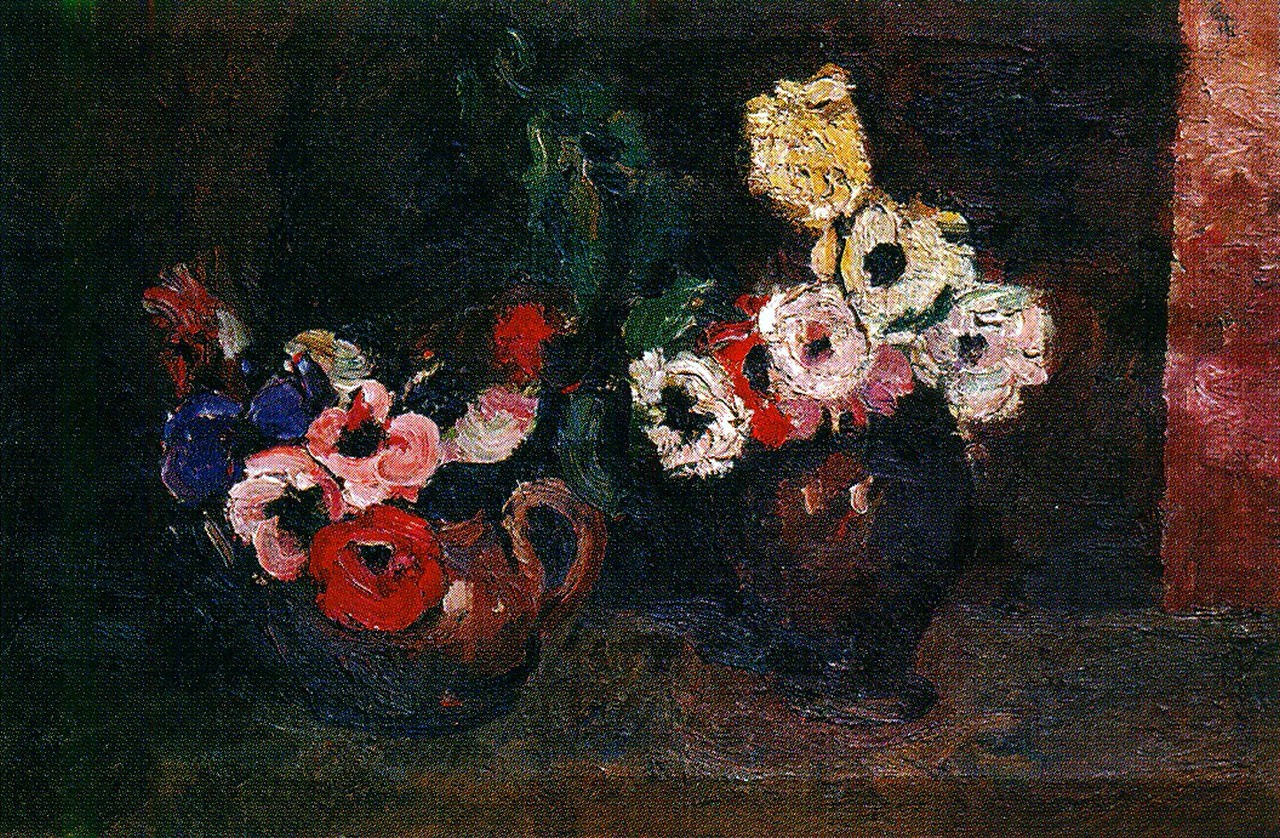
Суриков П. В. Цветы
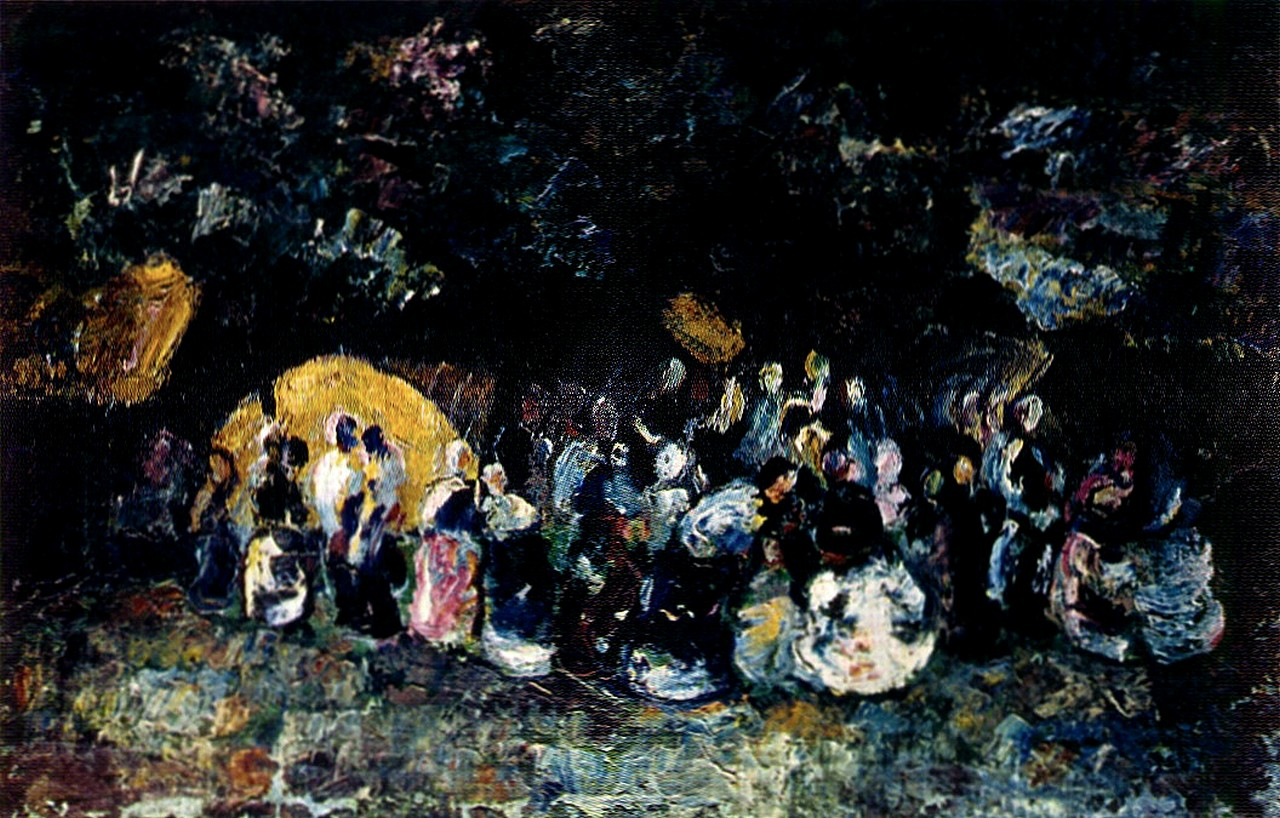
Крестьянский праздник
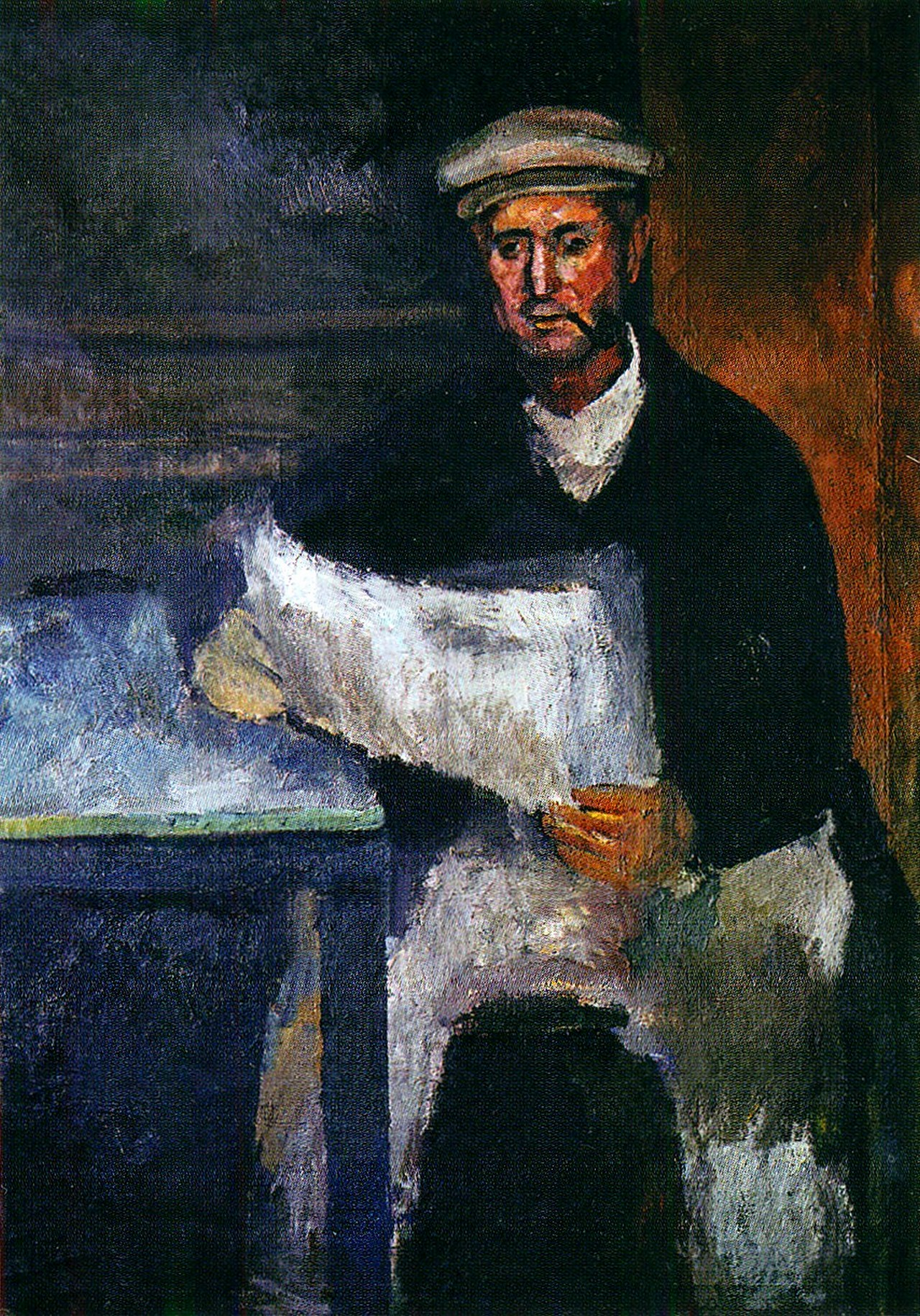
Рабочий с газетой
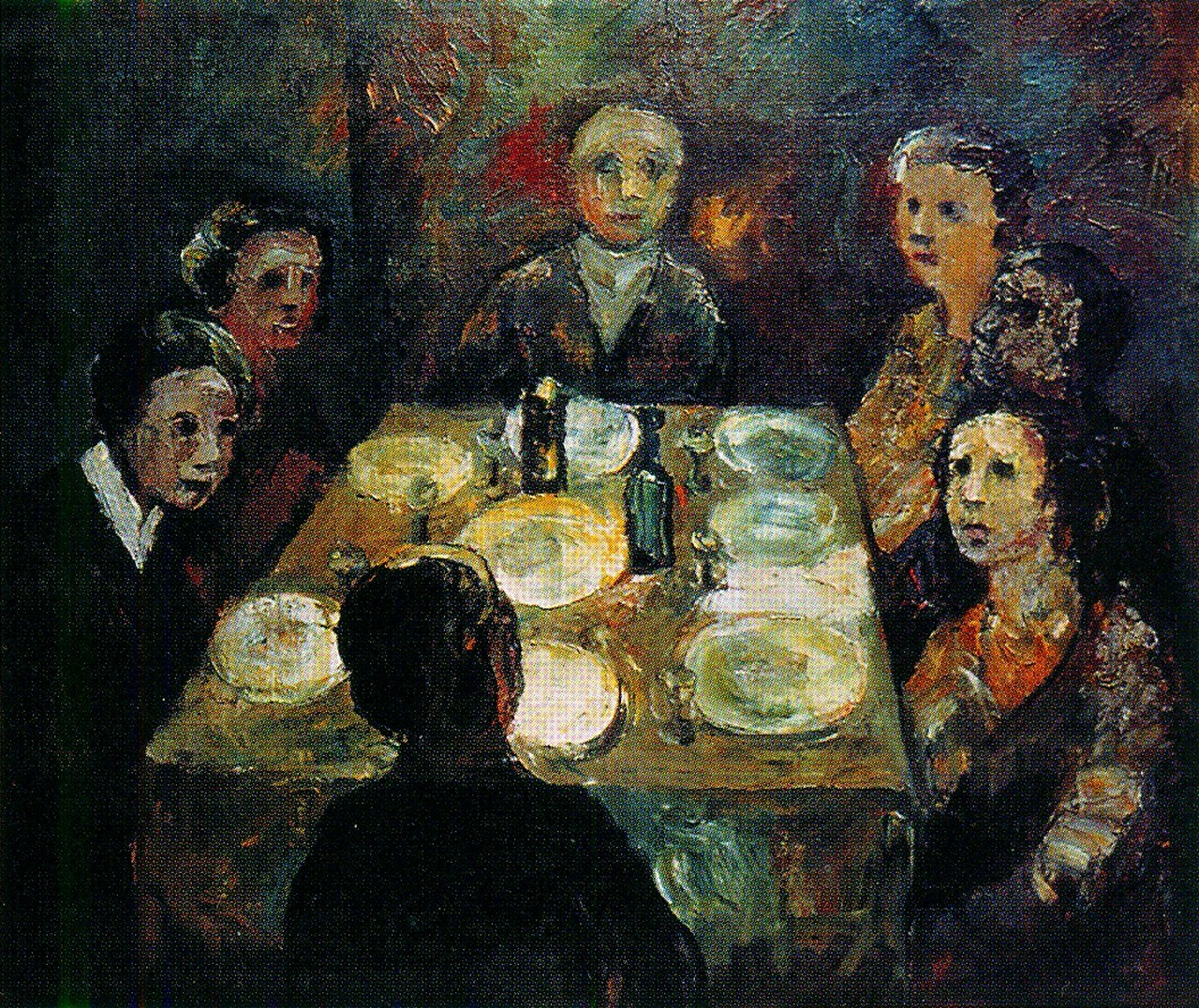
Семейный завтрак
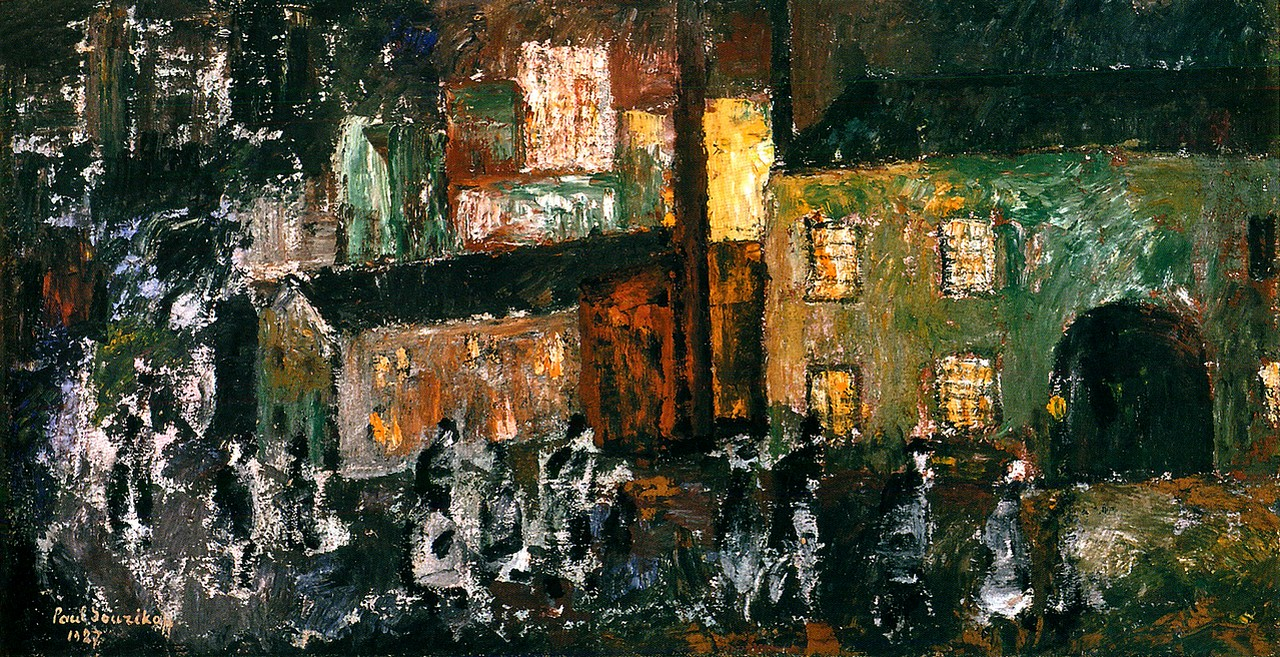
Возвращение с фабрики
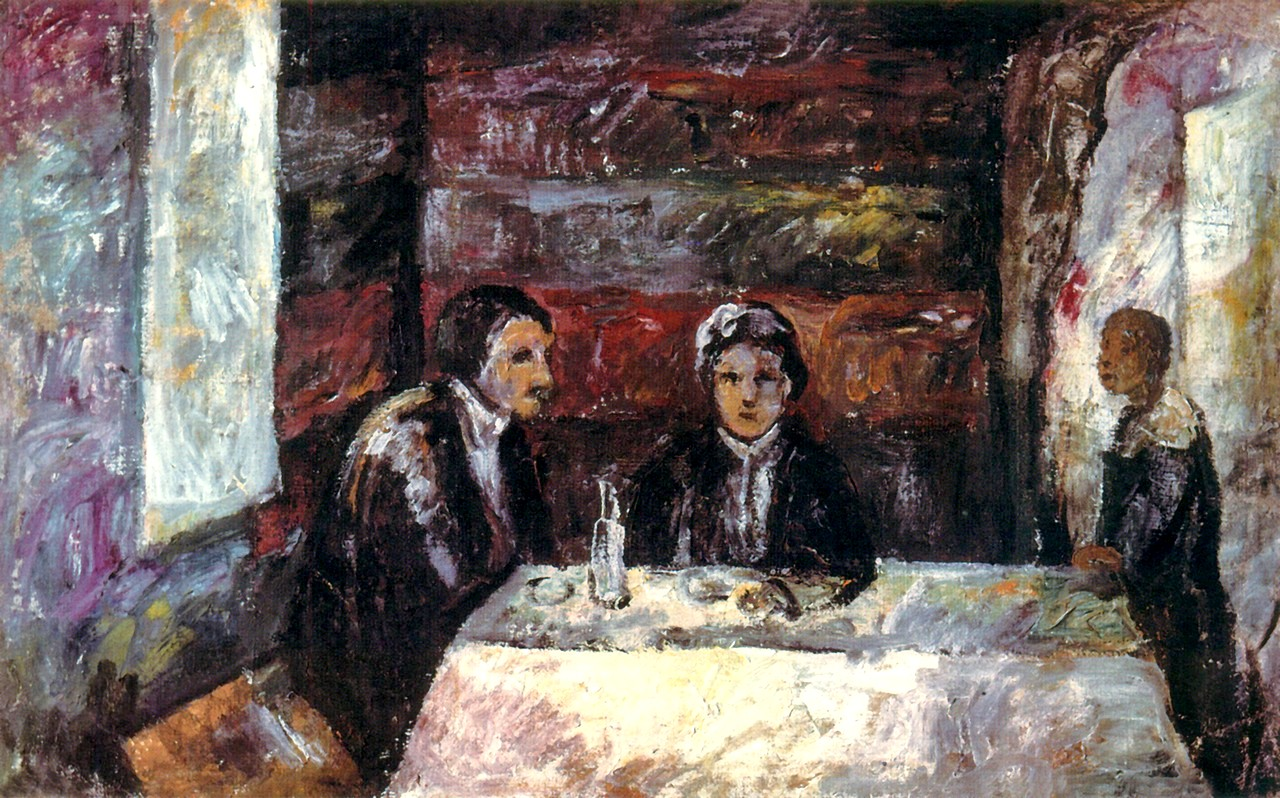
За столом